# 钟辉
钟辉（1914年10月27日—2005年5月9日），原名钟延圳，曾用名钟玉山，瑞金县黄柏乡瑞兰村人，中国人民解放军开国少将。

## 生平
1931年加入中国共产党青年团。1932年参加中国工农红军。1933年10月转党。历任红一军团红四军第十师二十九团战士、班长，红三军九师政治部宣传员，第一师二团排长，红一军团保卫局科员，中央军委野战司令部直属队副特派员，红八军团第二十三师六十七团特派员，红三军团保卫局科员。长征到陕北后，任关中红一团特派员、陕北红一团政治委员。
抗战时，任八路军驻第一战区司令长官部联络处参谋、国民革命军暂编第九师政治部主任，山东分局军事部政治处主任兼山东省委岸堤军政干校（驻沂南县岸堤镇，山东省委宣传部长孙陶林兼任校长）政治处主任。八路军山东纵队陇海游击支队司令员兼政治委员，该部队改称八路军苏皖纵队陇海南进支队，任支队长兼苏皖边区委军事部部长、苏皖区军政委员会主任。1942年入延安中央党校一部学习。
第二次国共内战时期，任热西军分区司令员、热北军分区司令员兼蒙汉联军司令员。第四野战军第48军第161师政治委员。
中华人民共和国成立后，任江西军区浮梁军分区副政治委员，第四野战军第48军第142师政治委员，炮兵第五编训基地司令员兼政治委员，东北军区炮兵政治部主任。中国人民志愿军炮兵指挥所政治委员，军委炮兵技术部部长，军委炮兵参谋长。1955年，授予中国人民解放军少将，荣获二级八一勋章、二级独立自由勋章、一级解放勋章。
中共七大代表，第六届全国政协委员。